# ارمنستان ویلسون

طرح خطی ارمنستان ویلسون

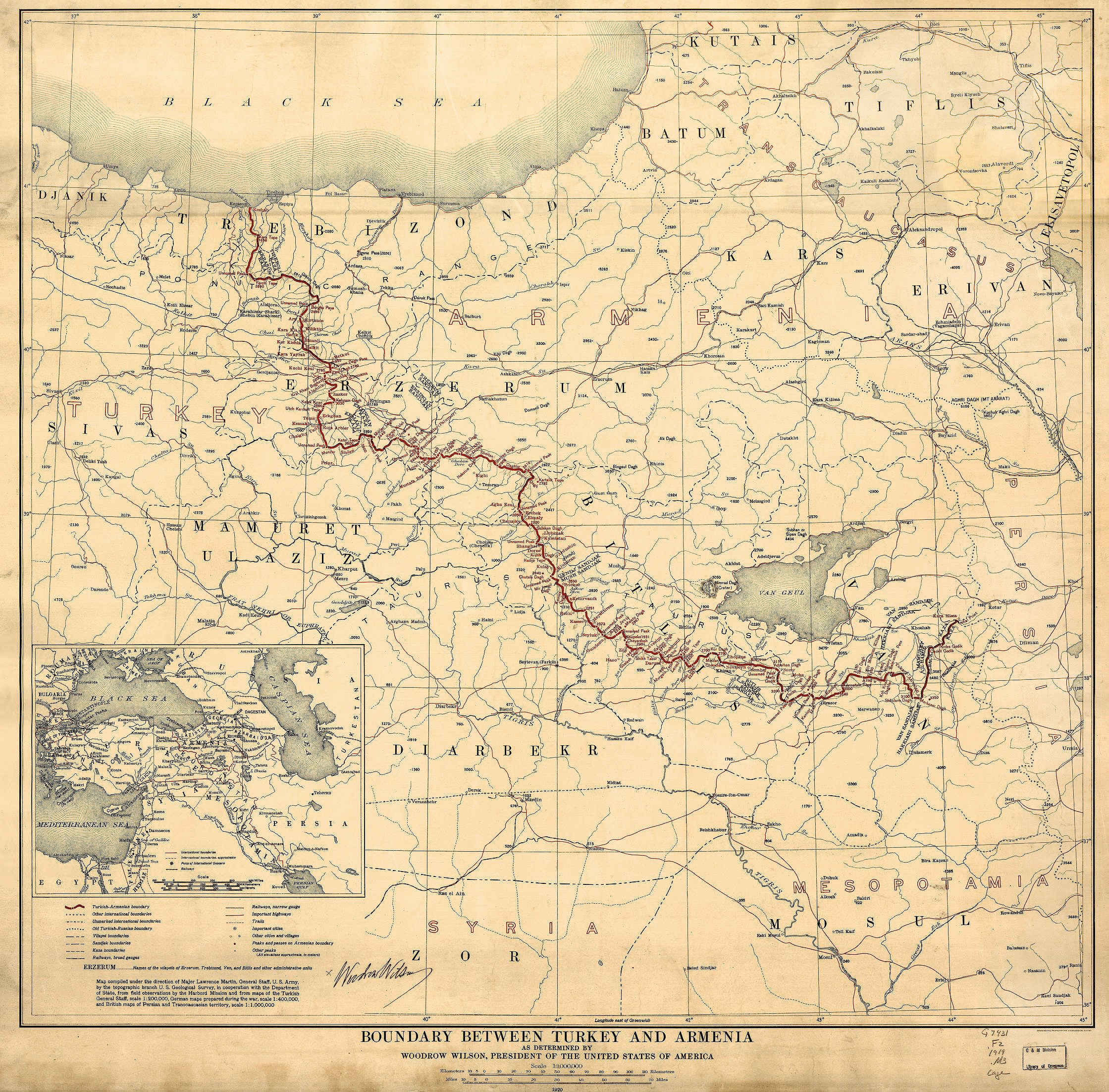
ارمنستان ویلسون بر اساس پیمان سور.

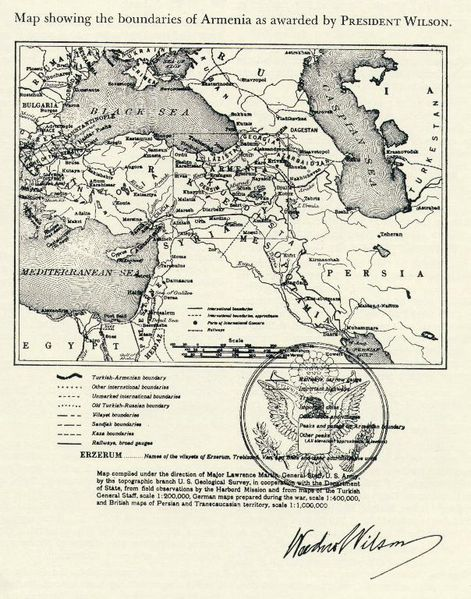
نقشه نشان دهنده مرزهای ارمنستان که توسط رئیس‌جمهور ویلسون تعیین شده‌است

ارمنستان ویلسون (به ارمنی: Վիլսոնյան Հայաստան) اشاره به پیکربندی مرزی نخستین جمهوری ارمنستان در معاهده سور دارد که توسط وزارت خارجهٔ دولت وودرو ویلسون رئیس‌جمهور ایالات متحده آمریکا ترسیم شده‌است. معاهده سور یک معاهده صلح بود که بین اوت ۱۹۲۰ و نیروهای متفقین غربی و دولت شکست خورده امپراتوری عثمانی تنظیم و امضا شده بود. مرزهای پیشنهادی شامل ویلاهای عثمانی در ولایت ارزروم، ولایت بیتلیس و ولایت وان بود که زمانی جمعیت ارمنی در اندازه‌های مختلف داشتند. این منطقه به شمال، تا ضلع غربی ولایت ترابزون گسترش یافت تا خروجی جمهوری اول ارمنستان به دریای سیاه در بندر ترابزون باشد. ایالت پیشنهادی پونتوس در کنفرانس صلح پاریس در سال ۱۹۱۹ مورد بحث قرار گرفت، اما دولت یونانی الفتریوس ونیزلوس از موقعیت نامطمئن چنین دولتی می‌ترسید و بنابراین در عوض در ایالت ارمنی ویلسونین بزرگتر پیشنهادی گنجانده شد.
سنای ایالات متحده در سال ۱۹۲۰ دستور ارمنستان را رد کرد. وقوع جنگ استقلال ترکیه باعث شد امپراتوری عثمانی معاهده سور را تصویب نکند. در همان سال، جنگ ارمنستان–ترکیه شروع شد. ارمنستان شکست خورد و پیمان الکساندراپول در ۲ نوامبر ۱۹۲۰ موجب شد تمامیت ارضی این کشور انکار شود. پس از الحاق جمهوری دموکراتیک ارمنستان به ارتش شوروی تحت عهدنامه قارص بین روسیه شوروی و ترکیه مذاکره شد و در ۲۳ اکتبر ۱۹۲۱ بین دولت شوروی در ارمنستان امضا شد. دومی هرگز توسط دولت سرنگون شده ارمنستان یا بعداً توسط جمهوری ارمنستان پذیرفته نشد. دولت روسیه شوروی در عهدنامه مسکو (۱۹۲۱) به‌طور جداگانه در مورد مرز مشابهی بین قلمرو خود ارمنستان و ترکیه مذاکره کرد.

## مذاکرات
در جریان کنفرانس لندن، دیوید لوید جورج ویلسون را تشویق کرد تا برای استان‌های تحت ادعای ارمنستان اشغالی ترکیه، فرمانداری برای آناتولی و به ویژه با حمایت اعراب ارامنه را بپذیرد. ویلسون کمیسیون کینگ کرین و ژنرال جیمز هاربرد را به منطقه فرستاد تا جنبش آزادی‌بخش ملی ارمنی را مطالعه کرده و تعیین کنند که آیا این ادعاها با چهارده نکته ویلسون سازگار است یا خیر. نکته دوازدهم این بود:
"این ترکیه بخشی از حاضر امپراتوری عثمانی باید مطمئن باشید یک حاکمیت امن، اما ملیت‌های دیگر که در حال حاضر تحت حکومت ترکیه باید مطمئن باشید به امنیت بدون شک زندگی و فرصتی کاملا تعرض توسعه مستقل، و داردانل باید به طور دائمی باز به عنوان یک راه آزاد برای کشتی‌ها و تجارت همه کشورها تحت ضمانت‌های بین المللی. "
کمیسیون کینگ-کرین خاطرنشان کرد که ارمنیان تجربه‌ای دردناک را متحمل شده‌اند، آنها دیگر نمی. توانند به امپراتوری عثمانی اعتماد کنند که حقوق آنها را رعایت می‌ککند و ارامنه «یک ملت» هستند. بنابراین کمیسیون توصیه کرد که استقلال ارمنی به سختی به دست آمده در طول مبارزات قفقاز باید مورد احترام جامعه بین‌المللی و بیمه متفقین قرار گیرد.

## استدلال‌های ارمنستان
فدراسیون انقلابی ارمنی (ARF)، با استفاده از موقعیت رهبران جنبش ملی ارمنی، مدعی شد که این منطقه نباید بر اساس ادعای خود مبنی بر اینکه ارمنی‌ها توانایی ساختن ملت را دارند، بخشی از امپراتوری عثمانی باشد. ارامنه حال عملا کنترل یک منطقه اطراف استان وان از امپراتوری عثمانی برای نزدیک به ۳ سال (1915-1918). ARF اظهار داشت که طبیعی است که این منطقه را به جمهوری تازه تأسیس ارمنستان (۱۹۱۸–۱۹۲۰)، اولین جمهوری مدرن ارمنی پس از فروپاشی امپراتوری روسیه ایجاد کرد، الحاق کرد.
بحث دیگری که در این دوره مطرح شد این بود که جمعیت به‌طور فزاینده ای ارمنی می‌شود و بنابراین ارمنی‌ها اقلیت نیستند بلکه تعدد هستند. انتقال ارمنیان آواره به این منطقه باید به عنوان یک گزینه در نظر گرفته شود. در سال ۱۹۱۷، حدود ۱۵۰٬۰۰۰ ارمنی به استانهای ارزروم، بیتلیس، موش و وان نقل مکان کردند. ارمنی‌ها قبلاً ساخت خانه‌های خود و ایجاد زمین‌های کشاورزی خود را آغاز کرده بودند. در سال ۱۹۱۷، فرماندار استان آرام مانوکیان اظهار داشت که یک دولت خودمختار جدید در منطقه باید تحت حکومت روسیه یا امپراتوری عثمانی ایجاد شود. آرمن گارو (کارکین پاسترمجیان) و دیگر سخنگویان پیشنهاد دادند که سربازان ارمنی در اروپا برای حفاظت و ثبات تأسیسات جدید به جبهه قفقاز منتقل شوند. سربازان ارمنی شروع به ایجاد خط حفاظتی بین ارتش عثمانی و جبهه ارمنستان کردند.

## سرانجام
در پی کمیسیون‌های کینگ-کرینک، رویدادهای میدانی مسیر خود را گرفتند. پرزیدنت ویلسون از کنگره ایالات متحده خواست تا در ۲۴ مه ۱۹۲۰ یک اختیار برای ارمنستان تعیین کند. سنای ایالات متحده در ۱ ژوئن ۱۹۲۰ با ۵۲ رأی موافق و ۲۳ رأی مخالف، درخواست وی را رد کرد. در سپتامبر ۱۹۲۰، جنگ ارمنستان–ترکیه آغاز شد. جمهوری اول ارمنستان در نوامبر ۱۹۲۰ شکست خورد و پیمان الکساندرپول را امضا کرد که بر اساس آن از پیمان سور به همراه ادعاهای ارضی مختلف به «ارمنستان غربی» صرف نظر کرد. دولت ارمنستان متعاقباً سرنگون شد. دولت جدید ارمنستان عهدنامه قارص را امضا کرد، که امتیازات قبلی ارمنستان به ترکیه را تأیید کرد و مرزهای امروزی بین دو کشور را تعیین کرد.
در اواخر سال ۱۹۲۲، طرف‌های مختلف بین. المللی دربارهٔ معاهده لوزان به عنوان جایگزینی برای پیمان سور، مذاکره کردند. با توجه به معاهدات ترکی-ارمنی قبلی و نظرات دولت وقت ارمنستان شوروی فعلی، موضوع ادعای ارمنیان به «ارمنستان غربی» کنار گذاشته شد.
پس از جنگ جهانی دوم، اتحاد جماهیر شوروی اقدام به لغو پیمان قارص و بازپس‌گیری اراضی واگذار شده به ترکیه کرد. ادعاهای اتحاد جماهیر شوروی توسط بسیاری از ناآرامی‌های بین‌المللی ارمنی و همچنین فدراسیون انقلابی ارمنی مورد حمایت قرار گرفت. رهبران ارمنی تلاش کردند تا از انگلیس و آمریکا برای احیای شرق آناتولی از ترکیه حمایت بگیرند، اما وینستون چرچیل به ادعای ارضی شوروی و ارمنستان اعتراض کرد. به همین ترتیب، وزارت خارجه ایالات متحده نیز از ترکیه حمایت کرد و گفت، همان‌طور که از سال ۱۹۳۴ حمایت می‌کرد، حمایت قبلی این کشور از ارمنستان ویلسون پس از آن منقضی شده‌است. اتحاد جماهیر شوروی پس از مرگ استالین در سال ۱۹۵۳ ادعاهای خود را علیه ترکیه کنار گذاشت.

## درحال حاضر
امروزه، به عنوان ادامه هدف اولیه، ایجاد ارمنستان مستقل و متحد متشکل از تمام سرزمین‌هایی که به موجب پیمان سورس به عنوان ارمنستان ویلسون تعیین شده‌اند، هدف اعلام شده فدراسیون انقلابی ارمنی است، صرف نظر از پایان رسمی حمایت ایالات متحده از ارمنستان. برای ایده در سال ۱۹۳۴ و این واقعیت که اکنون این سرزمینها عمدتاً توسط اقوام کرد و ترک ساکن هستند. فدراسیون انقلابی ارمنستان و همچنین حزب سوسیال دموکرات هنچاکیان و حزب لیبرال دموکراتیک ارمنستان در بیانیه مشترکی به مناسبت صدمین سالگرد پیمان سِور، اعلام کردند که هنوز باید اجرا شود و این فقط معاهده ای که توسط ترکیه و جمهوری ارمنستان، با اراده آزاد طرف ارمنی امضا شده‌است. در ۱۰ ژوئیه ۲۰۲۰ رئیس‌جمهور ارمنستان آرمن سارکسیان اظهار داشت که پیمان سور حتی امروز یک سند ضروری برای حق مردم ارمنی برای رسیدن به یک راه حل عادلانه از مسئله ارمنی باقی می‌ماند" و که آن را "قانونی، شرایط بین ایالتی است که عملاً هنوز در حال اجرا است.
واهاک دادریان، مورخ نسل‌کشی ارامنه، استدلال کرد که اگرچه این تلاش برای بهبود تعداد ارمنیان آغاز شد، اما پیمان سورس عمدتاً به بدبختی‌های ارمنی‌ها کمک کرد. او نوشت: "هرچند مدتهاست که شرایط آن برای ارمنیان به نظر می‌رسید، وعده آن برای بازگرداندن بخش بزرگی از ارمنستان تاریخی به ارمنیان، امیدهای زیاده خواه ارمنی‌ها و آرزوهای غیرمنتظره را تقویت کرد." پیدایش پیمان سوور نیز همزمان با شکست قطعی کابینه دامات فریت در استانبول بود که موجب تعقیب نویسندگان نسل‌کشی شده بود. از آن دوره به بعد دادگاه‌های نظامی در دادگاه کاهش یافت و به تدریج ناپدید شد.